# Tolokun, Vîșhorod
Tolokun (în ucraineană Толокунь) este localitatea de reședință a comunei Tolokun din raionul Vîșhorod, regiunea Kiev, Ucraina.

## Demografie
Componența lingvistică a localității Tolokun
     Ucraineană (95,73%)
     Rusă (4,27%)
Conform recensământului din 2001, majoritatea populației localității Tolokun era vorbitoare de ucraineană (95,73%), existând în minoritate și vorbitori de rusă (4,27%).